# Estnisch-finnische Beziehungen
Die Estnisch-finnischen Beziehungen bezeichnen das bilaterale Verhältnis zwischen der Republik Estland und der Republik Finnland. Die beiden Völker sind historisch, kulturell und sprachlich eng verwandt. Finnen und Esten gehören zu den finno-ugrischen Völker, und bereits in der Frühzeit bestanden Kontakte über den Finnischen Meerbusen hinweg. In der Neuzeit waren beide Länder zeitweise unter schwedischer und später russischer Herrschaft, bevor sie im 20. Jahrhundert unabhängige Staaten wurden. Heute pflegen Finnland und Estland sehr enge und freundschaftliche Beziehungen.

## Geschichte
Die Ursprünge der finnischen und estnischen Völker reichen bis in die frühe Eisenzeit zurück. Beide Bevölkerungsgruppen gehen auf finno-ugrische Stämme zurück, die sich spätestens im 1. Jahrtausend v. Chr. aus Sibirien kommend nördlich und südlich des Finnischen Meerbusens niederließen. Sprachlich gehören Finnisch und Estnisch zur finno-ugrischen Gruppe der uralischen Sprachfamilie. Trotz sprachlicher Nähe entwickelten sich die Völker unabhängig voneinander, wobei die Esten schon früher stärker in Kontakt mit germanischen und baltischen Gruppen traten. Archäologische Funde und Runensteine belegen, dass schon in der Wikingerzeit (8.–11. Jahrhundert) ein aktiver Handel und kultureller Austausch zwischen dem heutigen Estland und Südfinnland bestand.

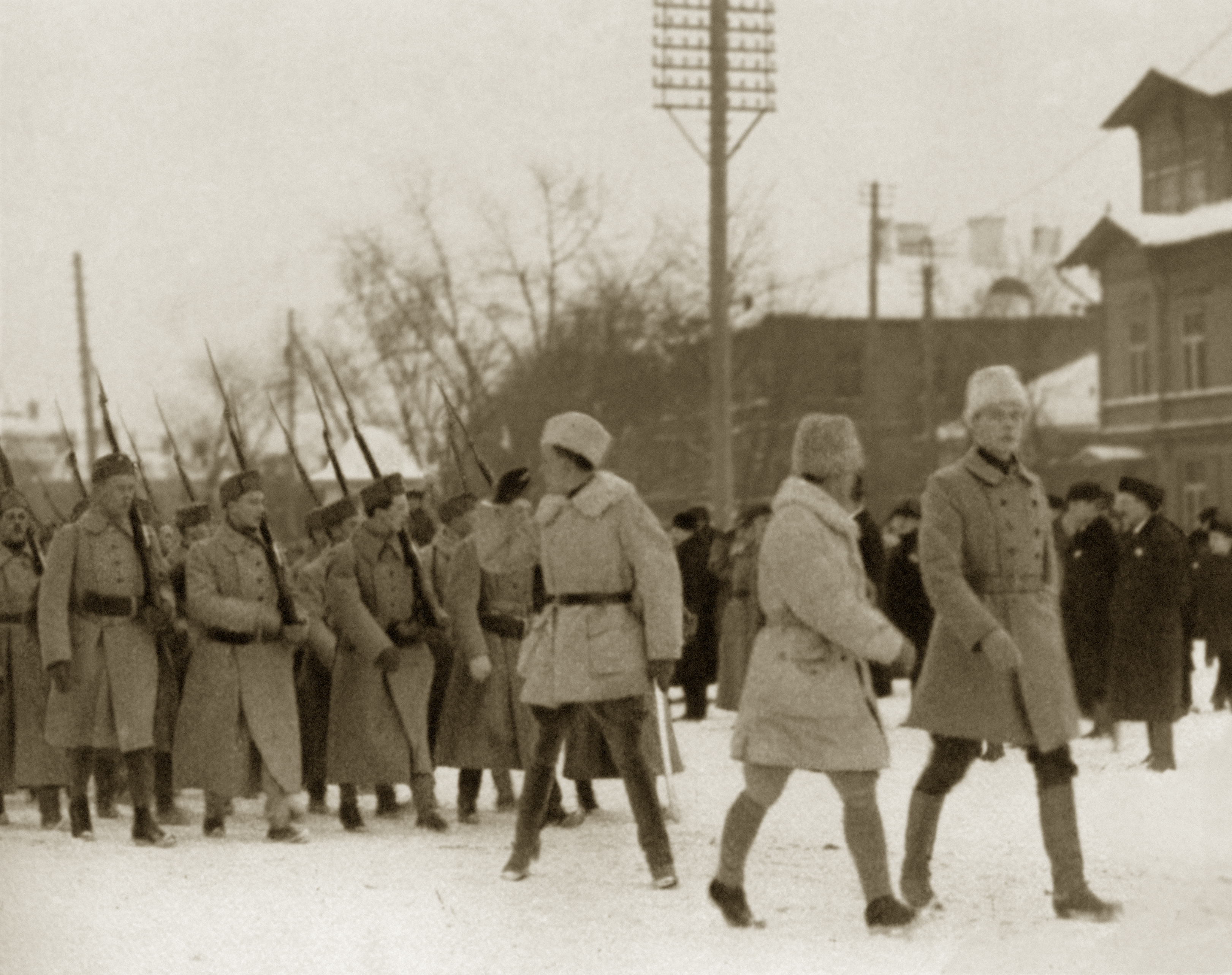
Finnische Freiwillige während des Estnischen Freiheitskriegs (1918)

Im Mittelalter gerieten beide Völker unter fremde Herrschaft. Ab dem 13. Jahrhundert gerieten Estland und Finnland unter unterschiedlichen Fremdherrschaften: Während Estland sukzessive unter dänische, später deutschbaltische und schließlich schwedische Kontrolle fiel, stand Finnland ab 1323 vollständig unter schwedischer Herrschaft. Mit dem Frieden von Nystad 1721 wurde Estland und dem Vertrag von Fredrikshamn von 1809 auch Finnland Teil des Russischen Reiches. Im 19. Jahrhundert erwachten in beiden Ländern Nationalbewegungen, die ihre je eigene Sprache und Kultur förderten. Diese Verbindung schuf ein Bewusstsein gegenseitiger kultureller Verwandtschaft (im Finnischen und Estnischen oft als „Brudervölker“ bezeichnet).
Im Zuge des Zusammenbruchs des Zarenreiches entstanden nach dem Ersten Weltkrieg zwei unabhängige Nationalstaaten der Finnen und Esten. Finnland erklärte 1917 seine Unabhängigkeit, Estland folgte am 24. Februar 1918. In den Freiheitskämpfen der Anfangszeit kam es zu gegenseitiger Unterstützung: Im Estnischen Unabhängigkeitskrieg (1918–1920) kämpften rund 3.000–4.000 finnische Freiwillige an der Seite Estlands und im Fortsetzungskrieg 1944 meldeten sich im Gegenzug viele estnische Freiwillige zur finnischen Armee. Nach dem Frieden von Dorpat erkannte Finnland Estland als ersten Staat am 8. Juni 1920 diplomatisch an. In der Zwischenkriegszeit etablierten beide Länder enge kulturelle und wirtschaftliche Beziehungen und kooperierten auch heimlich militärisch gegen einen möglichen Angriff der Sowjetunion.

Während des Zweiten Weltkriegs wurde Estland von der Sowjetunion besetzt, sodass die offiziellen Beziehungen abbrachen. Finnland blieb zwar unabhängig, stand aber unter starkem sowjetischen Einfluss und konnte Estlands Annexion aus realpolitischen Gründen nicht offen anfechten. Dennoch hielten viele Finnen und Esten informell Kontakt; so wurden in Nordestland bis in die 1980er Jahre finnische Radio- und Fernsehsendungen empfangen, was ein „Fenster zum Westen“ hinter dem Eisernen Vorhang bildete. In den späten 1980er Jahren leistete Finnland heimlich Unterstützung für Estlands Bestreben nach Wiedererlangung der Freiheit: Präsident Mauno Koivisto stellte unter dem Deckmantel von „Kulturkooperation“ insgesamt über 100 Millionen Finnische Mark für die estnische Unabhängigkeitsbewegung bereit, darunter auch Expertenhilfe für den Aufbau einer Marktwirtschaft, noch vor dem Zerfall der Sowjetunion.

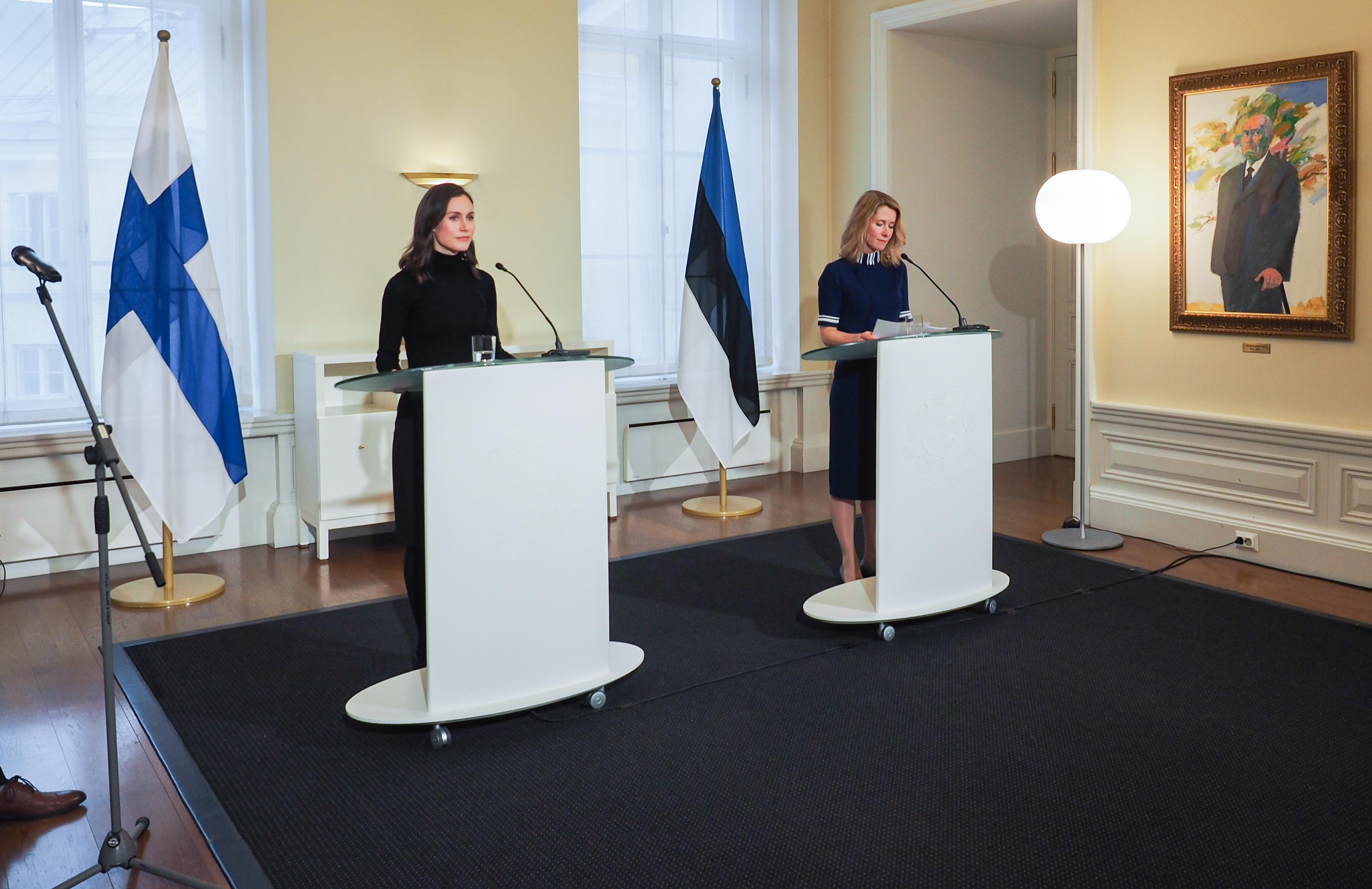
Sanna Marin und Kaja Kallas (2022)

Nach der erneuten Unabhängigkeit Estlands 1991 wurden die diplomatischen Beziehungen umgehend wieder aufgenommen. Finnland und Estland kooperierten nun intensiv beim Aufbau demokratischer Institutionen und Marktstrukturen in Estland. Beide Länder pflegen seither enge Kontakte auf allen Ebenen und stimmen ihre Außenpolitik im Ostseeraum und in Europa oft eng aufeinander ab. Finnland gehörte in Europa zu den großen Befürwortern von Estlands EU-Beitritt, der 2004 erfolgte. 2020 feierten beide Länder das 100-jährige Jubiläum der Aufnahme offizieller diplomatischer Beziehungen. Der russische Angriff auf die Ukraine 2022 alarmierte beide Länder, die in Reaktion darauf ihre militärische Kooperation verstärkten. 2023 gab Finnland seine langjährige außenpolitische Neutralität auf und trat der NATO bei, der Estland bereits 2004 beigetreten war.

## Wirtschaftsbeziehungen
Finnland und Estland sind wirtschaftlich stark verflochten, was durch die geographische Nähe und die gemeinsame Mitgliedschaft in der Europäischen Union und der Eurozone begünstigt wird. Finnland zählt zu Estlands wichtigsten Handelspartnern: Im Jahr 2022 war Finnland mit einem Anteil von 15,7 % an dem Außenhandel Estlands dessen wichtigster Handelspartner. Umgekehrt gehört Estland zu den wichtigsten Abnehmer- und Lieferländern Finnlands, insbesondere bei Elektronik, Holzprodukten, Metallwaren und Lebensmitteln. Finnische Unternehmen investierten seit den 1990er Jahren erheblich in Estland. So sind finnische Investoren (mit ca. einem Fünftel aller Auslandsinvestitionen) gemeinsam mit schwedischen Kapitalgebern die größten ausländischen Investoren in Estland. Auch der Tourismus und der Grenzverkehr tragen zur Wirtschaftsverflechtung bei. Jährlich setzen mehrere Fährlinien Millionen von Passagieren zwischen Helsinki und Tallinn über, was den estnischen Dienstleistungssektor merklich belebt. Viele Finnen nutzen Aufenthalte in Estland für preisgünstige Einkäufe (beispielsweise alkoholischer Getränke), während zugleich zehntausende Esten in Finnland als Arbeitskräfte tätig sind oder sich dort dauerhaft niedergelassen haben.
Beide Länder sind durch die Stromkabel Estlink und die Erdgaspipeline Balticconnector miteinander verbunden. Die Nähe von Tallinn und Helsinki hat zur Entstehung einer gemeinsamen Europaregion mit dem Namen Talsinki geführt. Es gibt Ambitionen zum Bau eines Helsinki-Tallinn-Tunnels, der beide Städte direkt verbinden und auch mit der Bahnstrecke Rail Baltica verbunden werden könnte. Bisher wurde das Tunnelprojekt allerdings noch nicht umgesetzt.

## Kulturbeziehungen

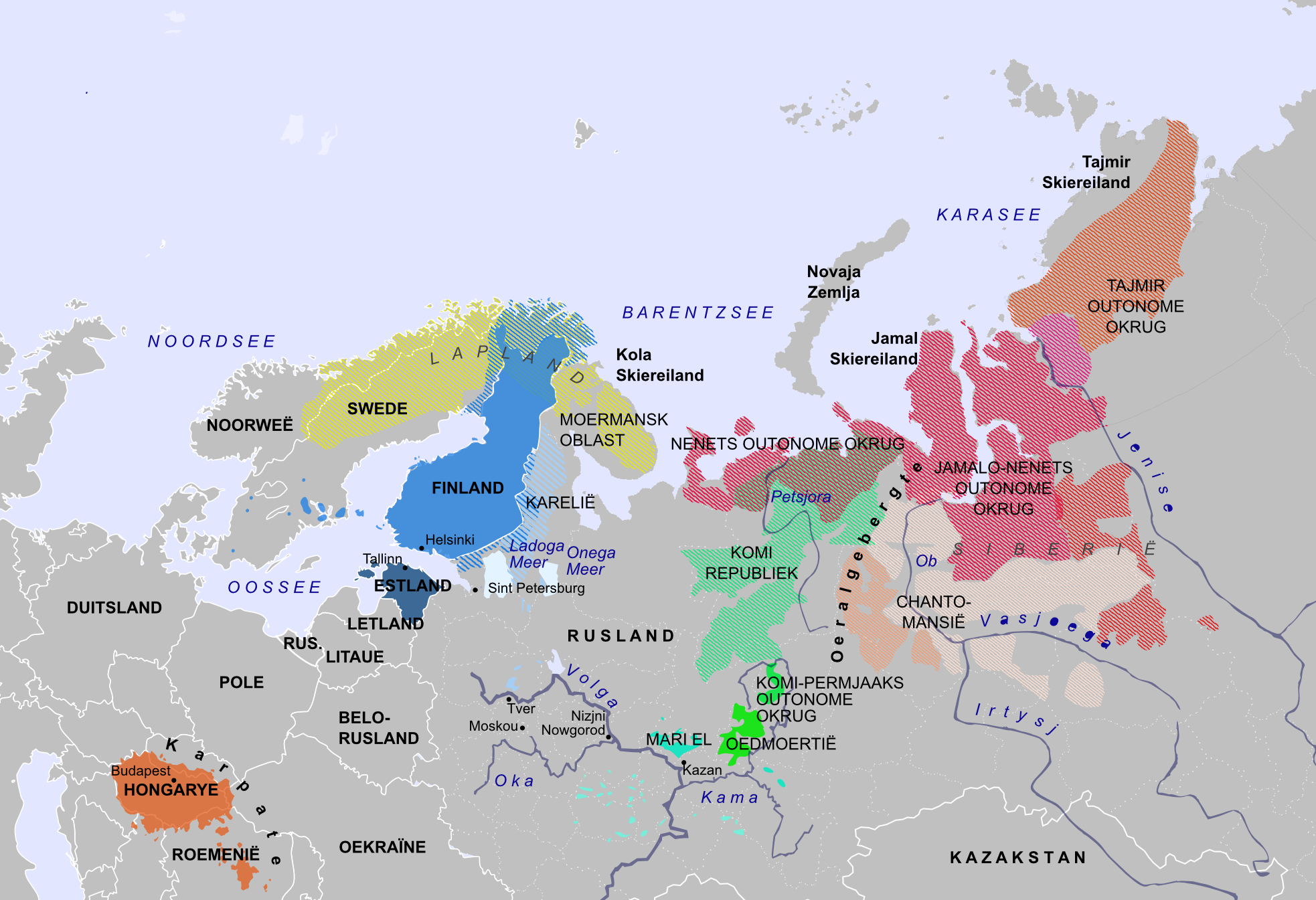
Uralisch-ugrische Völker

Die finno-ugrische Sprachverwandtschaft bildet eine zentrale kulturelle Brücke zwischen Finnen und Esten. Die finnische und estnische Sprache sind eng verwandt, was ein besonderes Gefühl der Nähe schafft, auch wenn sie nur begrenzt gegenseitig verständlich sind. Bereits seit über 100 Jahren sind kulturelle Kontakte ein verbindendes Element beider Völker, selbst in schwierigen Zeiten. So beeinflussten sich die Literaturen und Volksdichtung gegenseitig (z. B. die finnische Kalevala-Epen und das estnische Kalevipoeg), und auch in Musik, Film und Theater besteht reger Austausch. Es existieren zahlreiche Organisationen zur Förderung der Zusammenarbeit, etwa die Tuglas-Gesellschaft in Helsinki und das Finnische Institut in Tallinn, die Sprachkurse, Kulturaustausch und Veranstaltungen anbieten. Zur Förderung der Kulturbeziehungen wurde 2017 zudem ein gemeinsamer estnisch-finnischer Kulturfonds eingerichtet. In beiden Ländern wird am dritten Oktoberwochenende der gemeinsame Tag der finnisch-ugrischen Völker begangen, um der sprachlichen und kulturellen Verwandtschaft mit den anderen uralischen Völkern zu gedenken. Zur Förderung der Sprache und Kultur der finno-ugrischen Völker sind beide Staaten Mitglieder des Weltkongresses der finno-ugrischen Völker.

## Estnisch-finnische Einigungsbewegung
Im 19. und frühen 20. Jahrhundert gewann in Finnland innerhalb von nationalistischen Kreisen das Konzept von Großfinnland an Popularität. Ein möglicher Staat, welcher neben den Kerngebieten Finnlands auch die Gebiete sprachlich und kulturell verwandter Völker wie der Esten, Karelier, Kvenen, Ischoren, Woten und Wepsen einschließen sollte.
In der Zwischenkriegszeit gehörte der estnische Politiker Konstantin Päts zu den Befürwortern einer Staatenunion zwischen Estland und Finnland. Am 30. Juli 1940 schlug Päts dem estnischen Botschafter in Finnland, Paavo Hynninen, vor, dass Estland sich zu einer Föderation mit gemeinsamer Verteidigungs-, Außen- und Wirtschaftspolitik sowie einer gemeinsamen Währung zusammenschließen solle. Päts wurde noch am selben Tag von sowjetischen Besatzungstruppen verhaftet. Nachdem NS-Deutschland im Sommer 1941 Estland besetzt hatte, kam die Idee einer Union wieder auf. Johan Pitka legte dem finnischen Präsidenten Risto Ryti am 29. November 1941 in Helsinki einen Vorschlag für eine Staatsunion vor, doch Finnland lehnte diese ab. Außenminister Rolf Witting begründete die ablehnende Haltung damit, dass Finnland nicht in der Lage sei, das estnische Territorium zu verteidigen, und dass Esten und Finnen sich in ihrer Natur und Mentalität zu stark unterscheiden würden.
Umfragen seit 2018 zeigen, dass 34 % der Esten in einem Referendum über einen Beitritt zu Finnland mit „Ja“ stimmen würden.